# 壞區管理
在NAND Flash的製造過程中所產生故障區塊，稱為Early Bad Block。在使用的過程中，也會隨著寫入、抹除的操作次數增加，而逐漸產生故障區塊，稱為Latter Bad Block。
故障區塊管理，是由控制IC來達成故障區塊的管理機制，以偵測並標示NAND Flash中的故障區塊，提升資料存取的可靠度。控制IC的故障區塊管理機制，會在首次啟動NAND Flash時，建立故障區塊表(Bad Block Table)，也會將使用的過程中所發現的抹寫錯誤記錄在故障區塊表，並將資料移植到新的有效區塊中，避免資料流失。

## 外部連結
- DIGITIMES 故障區塊管理 （页面存档备份，存于）